# Ulige Numre

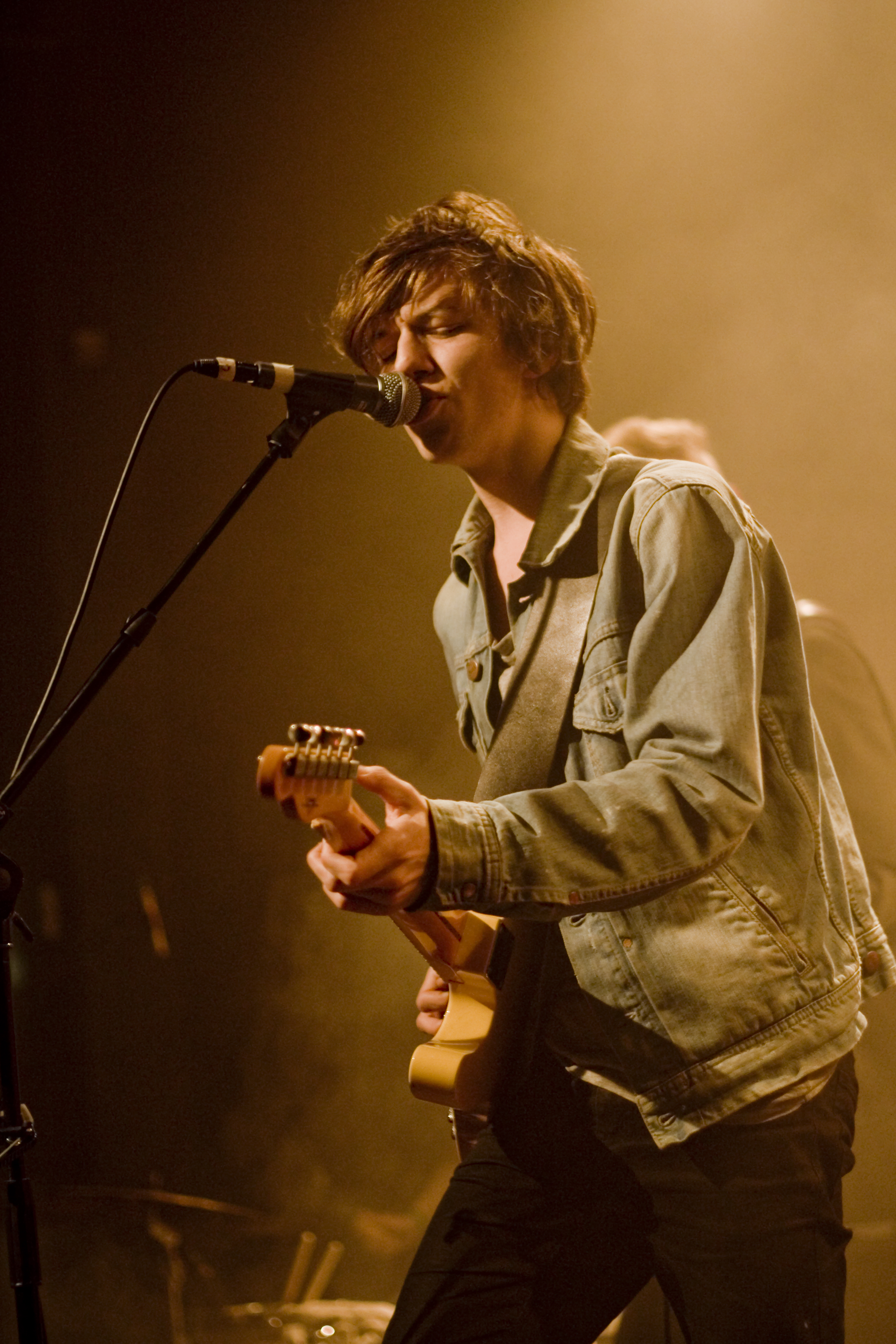
Sänger Petersen im Jahr 2012

Ulige Numre (dän., „ungerade Zahlen“) war eine Band aus Kopenhagen. 

## Geschichte
Die Band bestand aus Carl Emil Petersen, Nick Lee, Teis Lindeskov Søgaard, Lasse Ziegler und Jacob Ulstrup. Ihr in Dänemark äußerst erfolgreicher Debüttitel København (2011) entwickelte sich binnen kurzer Zeit zu einer Art Hymne der Stadt und erzielte zahlreiche Auszeichnungen für die Band und ihren Sänger Carl Emil Petersen. Die Band kam bei A:larm Music, einem Label im Vertrieb der Universal Music Group unter Vertrag. Im August 2013 erschien ihr erstes Album Nu til dags, mit dem sie auf Anhieb auf Platz 1 der dänischen Charts kamen. Zwei Jahre später wiederholten sie diesen Erfolg mit dem Album Grand Prix. Im März 2017 gab die Band ohne Nennung von Gründen ihre Auflösung bekannt.

## Diskografie

### Alben
| Jahr | Titel       | Höchstplatzierung, Gesamtwochen, AuszeichnungChartsChartplatzierungen (Jahr, Titel, Platzierungen, Wochen, Auszeichnungen, Anmerkungen) | Anmerkungen |
| Jahr | Titel       | DK | Anmerkungen |
| ---- | ----------- | --- | ----------- |
| 2013 | Nu til dags | DK1 (12 Wo.)DK |             |
| 2015 | Grand Prix  | DK1 Platin · (13 Wo.)DK |             |

### Singles
| Jahr | Titel Album | Höchstplatzierung, Gesamtwochen, AuszeichnungChartsChartplatzierungen (Jahr, Titel, Album, Platzierungen, Wochen, Auszeichnungen, Anmerkungen) | Anmerkungen |
| Jahr | Titel Album | DK | Anmerkungen |
| ---- | ----------- | --- | ----------- |
| 2012 | København   | DK8 ×2Doppelplatin + Gold (Streaming) · (4 Wo.)DK                                                                                              |             |
| 2013 | Blå         | DK39 (1 Wo.)DK |             |

Weitere Singles
- 2019: Frit Land (DK: Platin)
- 2021: Halvnøgen (DK: Gold)